# لویسبرگ (کارولینای شمالی)
لویسبرگ (به انگلیسی: Louisburg) شهری در ایالت کارولینای شمالی کشور ایالات متحده آمریکا است که جمعیت آن در سرشماری سال ۲۰۱۰ میلادی، ۳٬۳۵۹ نفر بوده‌است.